# アンドレス・グリエルミンピエトロ
アンドレス・グリエルミンピエトロ（スペイン語: Andrés Guglielminpietro, 1974年4月10日 - ）は、アルゼンチン・ブエノスアイレス州サン・ニコラス・デ・ロス・アロヨス出身の元サッカー選手。ポジションはミッドフィールダー。愛称はグリー (Guly) 。コパ・アメリカ1999にアルゼンチン代表として出場した。
ACミラン時代が選手生活のピークであった。ことに1998-99シーズンのペルージャ・カルチョ戦でのゴールは、同年のミラン優勝に直結した点で特筆に価する。しかしその後は負傷が続いて低迷、移籍を繰り返したが、トップに返り咲くことはなかった。2005年のクラブ・デ・ヒムナシア・イ・エスグリマ・ラ・プラタへの期限付き移籍契約満了後に現役を引退し、2007年6月にディエゴ・シメオネ監督率いるエストゥディアンテス・デ・ラ・プラタ（ヒムナシアとはライバル関係にある）にコーチとして加わった。現在はCAリーベル・プレートでもコーチを務める。

## タイトル
ACミラン
- セリエA  : 1998-99

ボカ・ジュニアーズ
- コパ・スダメリカーナ : 2004